# 13. oktober
13. oktober er dag 286 i året i den gregorianske kalender (dag 287 i skudår). Der er 79 dage tilbage af året.
Angelus' dag. Angelus er en munk, der lider martyrdøden i Afrika omkring år 1050.

### Begivenheder
Født - Dødsfald
- 1307 - Den franske konge Filip 4. den Smukke fængsler alle medlemmer af Tempelherreordenen og konfiskerer deres rigdomme.
- 1399 - Henrik 4. krones som den første engelske konge af huset Lancaster.
- 1644 - Søslaget ved Femern mellem den danske og den svensk-nederlandske flåde ender med totalt dansk nederlag.
- 1660 - Ved stændermødet i København tages et afgørende skridt i retning af enevældigt styre i Danmark, da de forsamlede enes om at overdrage kong Frederik 3. arveretten til Danmark. Forsamlingen tilbagegiver Frederik 3. håndfæstningen og overdrager til kongen at få udformet en ny forfatning. Dette fører til, at Danmark bliver enevældigt frem til 1849.
- 1762 - "Skriverjomfruen" Charlotte Dorothea Biehl debuterer som oversætter med Landsbypoeten af P.N. Destouches.
- 1792 - I Washington nedlægges grundstenen til Det Hvide Hus, som er designet af James Hoban.
- 1845 - Et flertal i Republikken Texas stemmer for et forslag om at gøre Texas til en stat i USA.
- 1825 - Den engelske modedesigner Charles Frederick Worth grundlægger House of Worth.
- 1884 - På et møde i London vedtages, at 0-meridianen trækkes gennem Greenwich observatoriet.
- 1901 - Flere steder i Rusland kommer det til sammenstød mellem sultne mennesker og politiet.
- 1904 - Sigmund Freuds Fortolkning af drømme udgives.
- 1923 - Ankara afløser Istanbul som Tyrkiets hovedstad.
- 1943 - Italien erklærer krig mod sin tidligere partner Tyskland.
- 1945 - En parlamentarisk kommission udsender en erklæring om besættelsestidens forhold. Den fastslår, at der hverken var tale om maskepi med fjenden eller om landsforræderi, da tyskerne besatte Danmark den 9. april 1940.
- 1960 - Den russiske atomubåd K-8 har et alvorligt reaktoruheld under en mission i Barentshavet og undgår kun med nød og næppe en reaktornedsmeltning.
- 1962 - Hvem er bange for Virginia Woolf? af Edward Albee har premiere i New York.
- 1970 - Canada og Kina etablerer diplomatiske forbindelser.
- 1977 - Fire arabiske terrorister kaprer et Lufthansa-fly med 87 passagerer over Mallorca. Der kræves løsladelse af 11 fanger fra Rote Armee Fraktion, RAF. Via Cypern ender flyet i Mogadishu lufthavn i Somalia, hvor tyske specialtropper den 18. oktober lige efter midnat stormer flyet og dræber tre af terroristerne. Forinden har kaprerne dræbt flyets kaptajn.
- 1978 - Efter et nyt forlig om folkeskolen vedtager Folketinget at afskaffe latinprøven som adgangskrav til det sproglige gymnasium.
- 1980 - Argentineren Adolfo Perz Esquivel modtager Nobels Fredspris for sin kamp for menneskerettighederne.
- 1986 - Regeringen får flertal for den såkaldte "kartoffelkur", der blandt andet indfører 20% afgift af renter på forbrugslån. Afgiften hæves i 1989.
- 1988 - Ærkebiskoppen af Torino bekræfter, at videnskabelige test har vist "Turinklædet", som menes at bære et aftryk af Kristi ansigt, stammer fra middelalderen, omkring 1260-1390.
- 1988 - Den egyptiske forfatter Naguib Mafouz tildeles Nobels Litteraturpris.
- 1997 - Den engelske premierminister Tony Blair mødes i Belfast for første gang med Sinn Fein-lederen Gerry Adams.
- 2001 - Brian Nielsen opgiver efter 6 omgange i Parken den med spænding imødesete boksekamp i sværvægt mod Mike Tyson.
- 2005 - De første forekomster af den farlige H5N1 fugleinfluenza virus bekræftes fra fugle fundet i Tyrkiet, der dermed udgør de første fund i Europa.
- 2006 - Nobels fredspris tildeles de fattiges og i særdeleshed kvindernes bank Grameen Bank fra Bangladesh som må dele prisen med banken grundlægger Muhammad Yunus.

### Født
- 1703 - Otto Thott, dansk greve, mønt- og bogsamler (død 1785).
- 1798 - Herman Wilhelm Bissen, dansk billedhugger (død 1868).
- 1853 - Lillie Langtry ("Jersey Lily"), tilbedt engelsk skuespiller (død 1929).
- 1862 - Mary Kingsley, engelsk forfatter og opdagelsesrejsende (død 1900).
- 1867 - Pierre Bonnard, fransk impressionistisk maler og grafiker (død 1947).
- 1887 - Viggo Brøndal, dansk filolog og sprogforsker (død 1942).
- 1906 - Poul Sørensen, dansk digter og forfatter (død 1973).
- 1909 - Art Tatum, amerikansk jazzpianist (død 1956).
- 1919 - Poul Møller, dansk politiker (død 1997).
- 1921 - Yves Montand, fransk skuespiller og sanger (død 1991).
- 1925 - Gustav Winckler, dansk sanger (død 1979).
- 1925 - Margaret Thatcher, engelsk politiker (død 2013).
- 1926 - Ray Brown, amerikansk jazzmusiker (død 2002).
- 1929 - Walasse Ting, kinesisk-amerikansk maler (død 2010).
- 1931 - Raymond Kopa, fransk fodboldspiller (død 2017).
- 1934 - Nana Mouskouri, græsk sangerinde.
- 1941 - Paul Simon, amerikansk sanger og sangskriver.
- 1948 - Nusrat Fateh Ali Khan, pakistansk sanger.
- 1957 - Erling Halfdan Stenby, dansk kemiker.
- 1963 - Henrik Qvortrup, dansk journalist og chefredaktør.
- 1963 - Thomas Dörflein, tysk dyrepasser (død 2008).
- 1965 - Johan Museeuw, belgisk cykelrytter.
- 1965   - Merete Pryds Helle, dansk forfatter.

### Dødsfald
- 54 - Claudius, romersk kejser (født 10 f.Kr.).
- 1715 - Nicholas Malebranche, fransk filosof (født 1638).
- 1815 - Joachim Murat, Marskal af Frankrig og konge af Neapel (født 1767).
- 1822 - Antonio Canova, italiensk billedhugger (født 1757).
- 1899 - Aristide Cavaillé-Coll, fransk orgelbygger (født 1811)
- 1909 - Janus la Cour, dansk maler (født 1837).
- 1928 - Dagmar, enkekejserinde af Rusland (født 1847).
- 1948 - Eiler Nystrøm, dansk arkivar og forfatter (født 1874).
- 1974 - Ed Sullivan, amerikansk TV-vært (født 1901).
- 1985 - Tage Danielsson, svensk skuespiller, instruktør og forfatter (født 1928).
- 1990 - Le Duc Tho, vietnamesisk general og politiker (født 1911).
- 1993 - Aage Dons, dansk forfatter (født 1903).
- 2004 - Grethe Holmer, dansk skuespillerinde (født 1924).
- 2008 - Alexej Tjerepanov, russisk ishockeyspiller (født 1989).
- 2008 - Guillaume Depardieu, fransk skuespiller (født 1971).
- 2009 - Al Martino, amerikansk sanger og skuespiller (født 1927).
- 2014 - Jess Ingerslev, dansk skuespiller (født 1947).
- 2016 - Bhumibol Adulyadej, thailandsk konge (født 1927).
- 2019 - Ida From, dansk forfatter (født 1937).
- 2023 - Louise Glück, amerikansk digter og nobelprismodtager (født 1943).

|  | Denne datoartikel kan blive bedre, hvis der indsættes et (bedre) billede Du kan hjælpe ved at afsøge Wikimedia Commons for et passende billede eller uploade et godt billede til Wikimedia Commons iht. de tilladte licenser og indsætte det i artiklen. |